# Château de Lindoso
 (décembre 2014).
Si vous disposez d'ouvrages ou d'articles de référence ou si vous connaissez des sites web de qualité traitant du thème abordé ici, merci de compléter l'article en donnant les références utiles à sa vérifiabilité et en les liant à la section « Notes et références ».
Le château de Lindoso (en portugais : Castelo de Lindoso) est un édifice historique portugais situé à Lindoso, dans la municipalité de Ponte da Barca, au nord du pays.

## Histoire
L'ouvrage a eu un rôle important au XVIIe siècle, au moment où le Portugal s'est battu pour recouvrer son indépendance vis-à-vis de l'Espagne.

## Présentation
Tel que nous le voyons aujourd'hui, l'édifice se présente sous la forme d'une construction ancienne d'époque médiévale ceinte d'un rempart et de bastions avec échauguettes, construits au XVIIe siècle.
Cet ouvrage militaire est ouvert à la visite, comporte dans son donjon un petit musée où il y a des vitrines qui présentent les armes qui ont pour la plupart été retrouvées dans le château et qui, en tout état de cause ont été utilisées pour assurer sa défense.

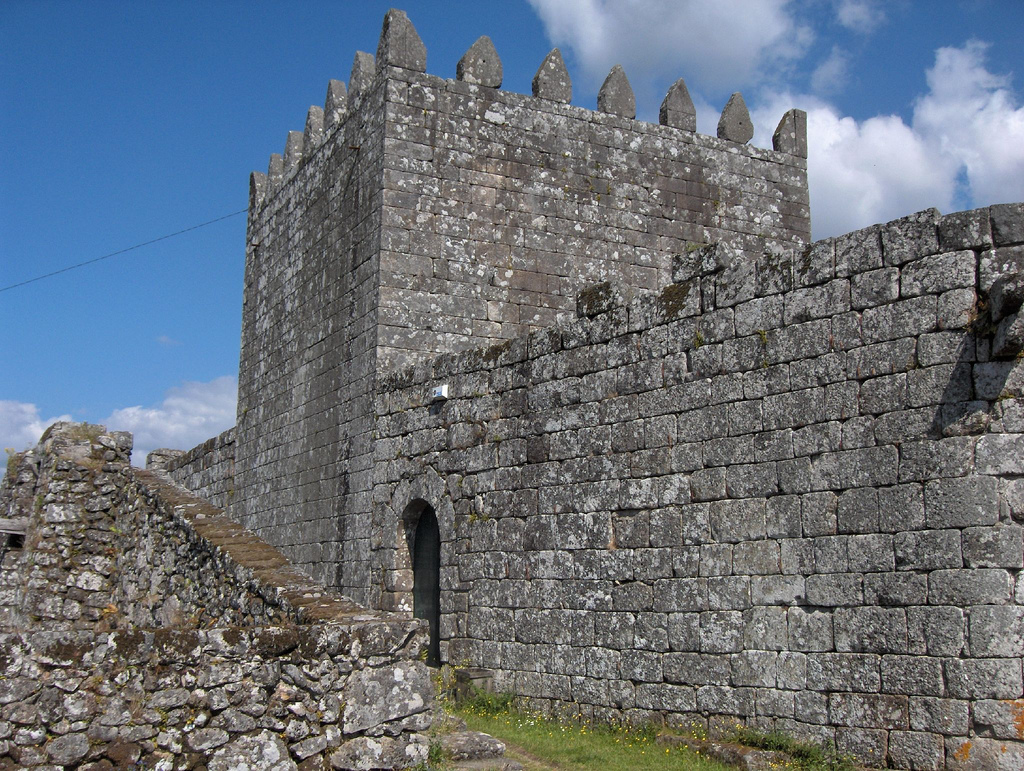
(es) Torre del castillo.
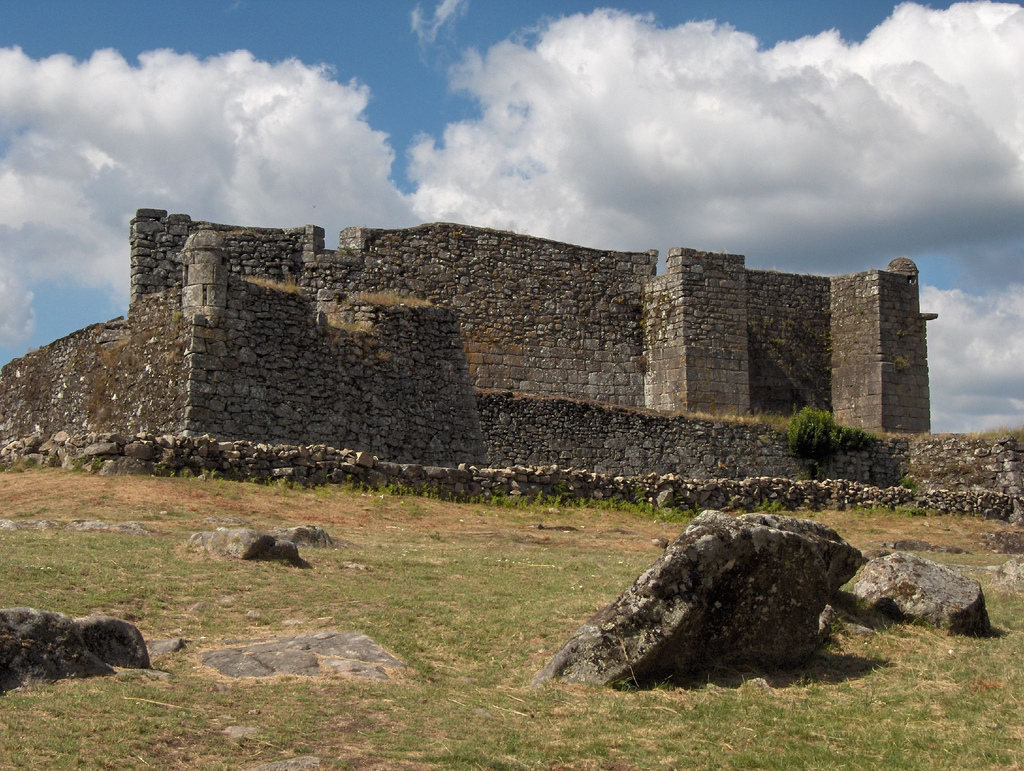
(pt) Castelo de Lindoso: vista das muralhas medievais; em primeiro plano o baluarte seiscentista.
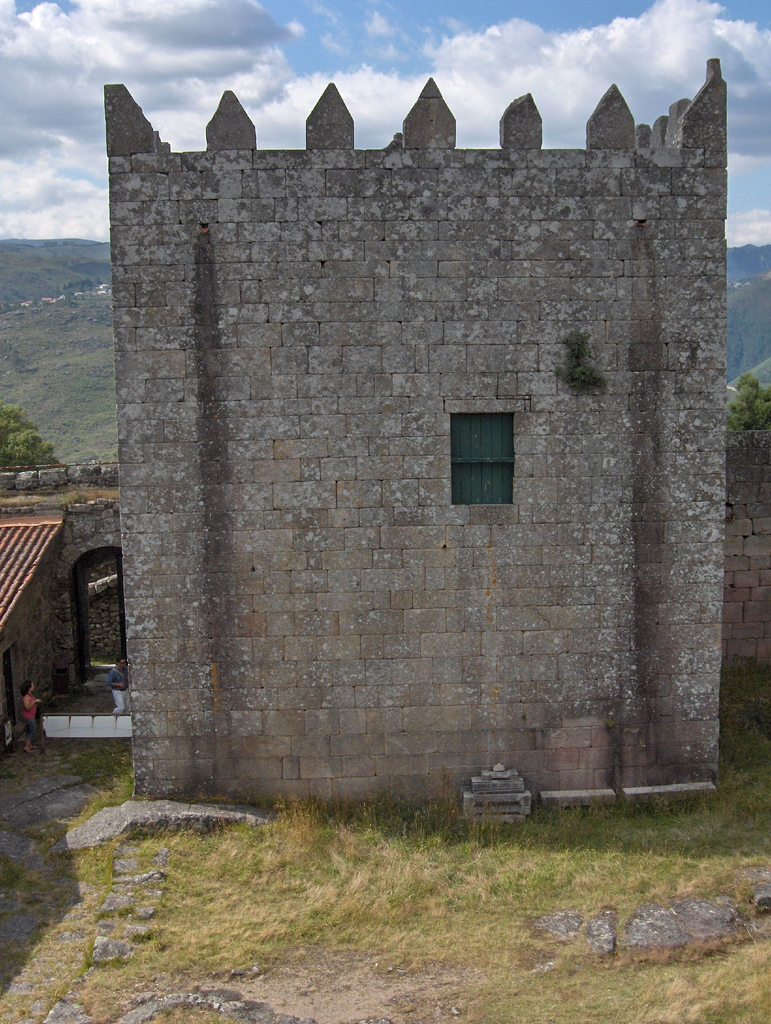
(pt) Castelo de Lindoso: Torre de Menagem.